# Sarcophaga isorokui
Sarcophaga isorokui är en tvåvingeart som beskrevs av Shinonaga och Tadao Kano 1993. Sarcophaga isorokui ingår i släktet Sarcophaga och familjen köttflugor. Inga underarter finns listade i Catalogue of Life.